# Droga miłości
Droga miłości (hindi: यह रास्ते हैं प्यार के / Yeh Raaste Hain Pyaar Ke, urdu:یہ راستے ہیں پیار کے,) to bollywoodzki dramat miłosny z 2001 roku w reżyserii Deepaka Shivdasaniego. W rolach głównych wystąpili Ajay Devgan, Madhuri Dixit i Preity Zinta. To historia oszusta, który staje przed wyborem między miłością a spłaceniem długu wobec kogoś, kto za niego umarł.
Pierwszą piosenkę nakręcono w Malezji, większość zdjęć powstała w Delhi, część w Mumbaju.

## Obsada
- Ajay Devgan... Vicky/Rohit Verma
- Madhuri Dixit... Neha
- Preity Zinta... Sakshi
- Vikram Gokhale... Pratap Verma
- Deep Dhillon ... Bhanwarlal
- Sunny Deol... Sagar (gościnnie)

## Muzyka i piosenki
Autorem muzyki i 8 piosenek był Sanjeev-Darshan. Lista wykorzystanych piosenek:
- Jo Pyar Karta Hai
- Yeh Raaste Hain Pyar Ke
- Yeh Dil Mohabbat Mein
- Aaja Aaja O Piya
- Halle Halle
- Bam Bhole
- Mera Dil Ek Khali Kamra
- Khoya Khoya Chand Hai